# جاك سافاج (لاعب كرة قاعدة)
جاك سافاج (بالإنجليزية: Jack Savage)‏ هو لاعب كرة قاعدة أمريكي، ولد في 22 أبريل 1964 في لويفيل في الولايات المتحدة.

## وصلات خارجية
- جاك سافاج على موقعبيزبول رفرنس.كوم (الدوري الرئيسي) (الإنجليزية)
- جاك سافاج على موقعبيزبول رفرنس.كوم (الدوري الثانوي) (الإنجليزية)
- جاك سافاج على موقع مشجعي الرسوم البيانية (الإنجليزية)